# Diplôme d'État relatif aux fonctions d'animation
Pour les articles homonymes, voir DEFA.
Le diplôme d'État relatif aux fonctions d'animation (DEFA) est un diplôme utilisé en France dans l'animation socioculturelle il est en cours de remplacement par le DEJEPS et DESJEPS (Diplôme d'État et Diplôme d'État Supérieur de la Jeunesse, l'Éducation Populaire et le Sport). Diplôme de niveau 3, il permet à son titulaire d'être cadre et de diriger des structures socioéducatives ou culturelles